# Bonaventura Berlinghieri
Pour les articles homonymes, voir Berlinghieri.
Bonaventura Berlinghieri ou Bonaventura Berlinghiero (né vers 1210 à Lucques, en Toscane - mort après 1274) est un peintre italien du XIIIe siècle, appartenant à la célèbre famille d'artistes des Berlinghieri.

## Biographie
Bonaventura Berlinghieri, actif à Lucques de 1228 à 1274 est le plus doué des fils de Berlinghiero Berlinghieri. Il est principalement connu pour le retable signé et daté de l'église de San Francesco à Pescia (province de Pistoia) représentant Saint François (1235). Il s'agit sûrement de la première représentation du saint, peint debout en pied sur toute la hauteur du tableau, dans une pose hiératique et frontale, entouré de six épisodes de sa vie, neuf ans seulement après la mort de François d'Assise.
En raison de leur affinité avec cette œuvre, d'autres œuvres non signées ont été attribuées à Bonaventura et à son atelier :
- Des scènes de la vie de Saint François dans la basilique Santa Croce de Florence ;
- Un Saint François recevant les stigmates de l'Accademia à Florence ;
- Un diptyque avec la Madone et la Crucifixion provenant du couvent de Santa Chiara de Lucques ;
- Le Crucifix du couvent des Oblats à Florence.

Ces œuvres montrent une parfaite assimilation du courant byzantin qui prévalait à Lucques dès le XIIe et au début du  XIIIe siècle, courant illustré par le propre père de Bonaventura. Berlinghieri fut longtemps considéré comme le représentant d'une « manière nationale » proprement italienne, cherchant à se dégager des mécanismes stylistiques figés de la culture byzantine tardive et se distinguant par une veine personnelle intense et pathétique. Toutefois, de nombreux critiques le jugent au contraire tout à fait étranger au grand renouvellement qui, à partir de l'époque romane, intéressa la meilleure part de l'art italien.

## Œuvres
- Saint François et des scènes de sa vie (1235), détrempe sur bois, 160 × 123 cm, église San Francesco, Pescia
- Crucifix franciscain, issu de Volterra, acquis par le musée Calvet d'Avignon, exposé au Musée du Petit Palais
- Crucifix peint pinacothèque de Lucques, probablement du père
- Crucifix peint, Palazzo Venezia, Rome
- Annonciation, mosaïque colorée, basilique San Frediano, Lucques
- Diptyque de la Madone, exposée à Florence

## Source
- (it) Cet article est partiellement ou en totalité issu de l’article de Wikipédia en italien intitulé « Bonaventura Berlinghieri » (voir la liste des auteurs).